# Neophascogale lorentzi
Genre
Espèce
Synonymes
- Neophascogale lorentzi[2]
- Neophascogale lorentzii (préféré par NCBI)[2]
- Neophascogale rubrata (Thomas, 1922)[3]
- Neophascogale venusta (Thomas, 1921)[3]

Statut de conservation UICN

 LC  : Préoccupation mineure
Répartition géographique
Neophascogale lorentzi est une espèce de mammifères marsupiaux de la famille des Dasyuridae. C'est l'unique représentant du genre Neophascogale.